# IC 5059
IC 5059 — галактика типу Sab (компактна витягнута галактика) у сузір'ї Індіанець.
Цей об'єкт міститься в оригінальній редакції індексного каталогу.